# Koto Panjang (Payakumbuh Timur)
Koto Panjang is een bestuurslaag in het regentschap Payakumbuh van de provincie West-Sumatra, Indonesië. Koto Panjang telt 2168 inwoners (volkstelling 2010).